# Kruz Schembri
Kruz Schembri McCord, född 25 oktober 2006 i Coral Springs, är en fäktare som tävlar för Amerikanska Jungfruöarna i både florett och värja.

## Karriär
Schembri är född i Coral Springs men flyttade som treåring till Polk County. Han började med fäktning som sjuåring och tävlar för sin mors födelseland Amerikanska Jungfruöarna. Vid kadett-VM 2023 i Plovdiv tog Schembri silver i värja. Vid panamerikanska spelen 2023 i Santiago slutade han på nionde plats i kvalomgången i florett men blev sedan utslagen i åttondelsfinalen av mexikanske Tommaso Archilei.
Vid panamerikanska juniormästerskapen 2024 i Rio de Janeiro tog Schembri guld i florett och brons i värja. Vid panamerikanska mästerskapen 2024 i Lima tog han silver i värja. Vid olympiska sommarspelen 2024 i Paris blev Schembri utslagen i 32-delsfinalen i herrarnas florett av kanadensiske Blake Broszus. Han var även landets fanbärare under öppningsceremonin tillsammans med Natalia Kuipers.
Vid panamerikanska juniormästerskapen 2025 i Asunción tog Schembri guld i värja. Vid panamerikanska spelen för juniorer 2025 i Asunción tog han återigen guld i värja.